# Салагриффон
Салагриффон (фр. Sallagriffon) — коммуна на юго-востоке Франции в регионе Прованс — Альпы — Лазурный берег, департамент Приморские Альпы, округ Грас, кантон Ванс. До марта 2015 года коммуна административно входила в состав упразднённого кантона Сент-Обан (округ Грас).
Площадь коммуны — 9,59 км², население — 53 человека (2006) с тенденцией к снижению: 45 человек (2012), плотность населения — 4,7 чел/км².

## Население
Население коммуны в 2011 году составляло — 47 человек, а в 2012 году — 45 человек.
| 1962 | 1968 | 1975 | 1982 | 1990 | 1999 | 2006 | 2007 | 2011 | 2012 |
| ---- | ---- | ---- | ---- | ---- | ---- | ---- | ---- | ---- | ---- |
| 24   | 26   | 31   | 47   | 47   | 54   | 53   | 53   | 47   | 45   |

Динамика численности населения:

## Экономика
В 2010 году из 30 человек трудоспособного возраста (от 15 до 64 лет) 20 были экономически активными, 10 — неактивными (показатель активности 66,7 %, в 1999 году — 76,5 %). Из 20 активных трудоспособных жителей работали 19 человек (10 мужчин и 9 женщин), 1 женщина числилась безработной. Среди 10 трудоспособных неактивных граждан 3 были учениками либо студентами, 4 — пенсионерами, а ещё 3 — были неактивны в силу других причин.